# Stanisław Pilch (żołnierz)
Stanisław Pilch (ur. 3 listopada 1892 w Mieszkowicach Małych pow. Bochnia, zm. 29 czerwca 1920 k. Zawihla rejon korosteszowski) – wachmistrz kawalerii Legionów Polskich i Wojska Polskiego II RP. Uczestnik I wojny światowej i wojny polsko-bolszewickiej, kawaler Orderu Virtuti Militari.

## Życiorys
Urodził się w rodzinie Jana i Katarzyny z d. Jawień. Absolwent szkoły powszechnej. Od sierpnia 1914 w Legionach Polskich w składzie 2 pułku ułanów Legionów Polskich z którym przeszedł cały szlak bojowy podczas I wojny światowej.
Od 10 listopada 1918 w szeregach odrodzonego Wojska Polskiego, został przydzielony do 3 szwadronu 5 pułku ułanów z którym walczył podczas wojny polsko-bolszewickiej.
Szczególnie odznaczył się w bitwie pod Zawihlem, gdzie „na czele niewielkiego oddziału powstrzymywał natarcie nieprzyjaciela, co umożliwiło wycofanie się oddziałom polskiej piechoty. Ciężko ranny zmarł w drodze do szpitala”. Za tę postawę został odznaczony pośmiertnie Orderem Virtuti Militari. 
Był kawalerem.

## Ordery i odznaczenia
- Krzyż Srebrny Orderu Wojskowego Virtuti Militari nr 3375 (pośmiertnie)[1][2]
- Krzyż Niepodległości (pośmiertnie, 9 października 1933)[3]